# Pescina
Pescina est une commune italienne de la province de L'Aquila, dans la région des Abruzzes.

## Histoire
Parmi ses enfants, les plus célèbres sont le Cardinal Mazarin qui y naquit le 14 juillet 1602, et Ignazio Silone, important écrivain du néoréalisme italien, qui y naquit le 1er mai 1900.
La ville est frappée en 1915 par un terrible tremblement de terre, tuant 3 500 de ses 5 000 habitants, pour la plupart des paysans pauvres.

## Monuments

### Cathédrale de Santa Maria delle Grazie

Tour Piccolomini.

L'église fut construite au XVe siècle. Depuis 1526 la crypte abrite les reliques de San Berardo dei Marsi. En 1915 elle a été endommagée par le tremblement de terre en Avezzano, et restaurée après la Seconde Guerre mondiale. L'église elle-même allie différents styles architecturaux. La façade Renaissance est décorée avec une grande rosace. La base est décorée avec un porche et trois portes. L'intérieur a trois nefs, Renaissance et baroque, et conserve quelques fresques médiévales. Le clocher est une grande tour de trois étages, qui abrite une cloche ancienne, dédiée à saint Berardo de Marsi.

### Tour Piccolomini et l'ancien village de Pescina dei Marsi
Le vieux village de Pescina était la partie la plus ancienne de la vieille ville, construit au XIVe siècle. Le village avait aussi un château, démantelé dans les siècles suivants, dont survit aujourd'hui l'ancienne tour de la famille Piccolomini. En 1915, le tremblement de terre a détruit une grande Avezzano de la vieille ville, la tour effondrée et la plupart de l'ancienne église de San Berardo. Seul le clocher est resté debout.
L'écrivain Ignazio Silone mis son roman "Fontamara". Aujourd'hui, une partie de l'ancien village a été en partie restaurée et rénovée. Le voyageur peut visiter la grande tour de la famille Piccolomini, et le clocher médiéval de la vieille église de San Berardo. Sous le clocher se trouve la tombe de l'écrivain Ignazio Silone.

### Maison du Cardinal Mazarin

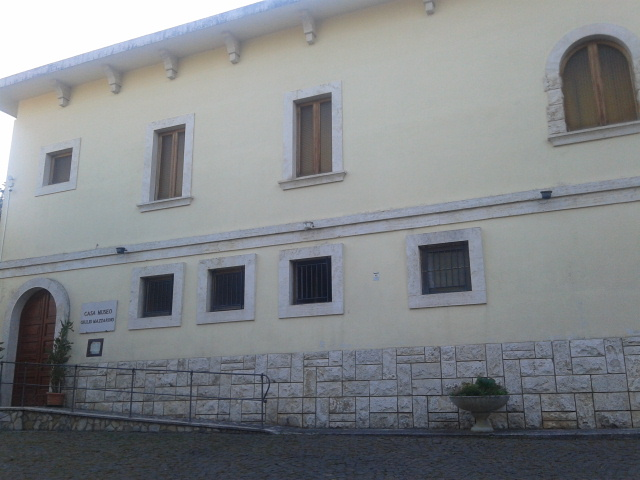
Maison du Cardinal Mazarin.

Le Cardinal Jules Mazarin était un homme célèbre de l'Église qui a travaillé à Paris, aux côtés du cardinal de Richelieu. Sa renommée était telle que l'écrivain Alexandre Dumas l'inclut comme l'un des célèbres personnages de ses romans Le Vicomte de Bragelonne et Vingt ans après, des histoires liées aux trois mousquetaires.
La maison originale de Mazarin était en forme de château, mais a été complètement détruite par un tremblement de terre en 1915. La nouvelle maison a été reconstruite en respectant le style architectural d'origine de la maison, mais avec quelques différences. Le musée contient de précieux souvenirs et manuscrits du cardinal français, et abrite une collection privée d'art baroque.

## Célébrités de Pescina
- Cardinal Mazarin
- Ignazio Silone
- Andrea Zitolo

## Administration
| Période                                  | Période | Identité | Étiquette | Qualité |
| ---------------------------------------- | ------- | -------- | --------- | ------- |
|                                          |         |          |           |         |
| Les données manquantes sont à compléter. |         |          |           |         |

### Hameaux
Venere.

### Communes limitrophes
Castelvecchio Subequo, Celano, Collarmele, Gioia dei Marsi, Ortona dei Marsi, Ortucchio, Ovindoli, San Benedetto dei Marsi, Trasacco.